# لینیانو سابیادورو
لینیانو سابیادورو (به ایتالیایی: Lignano Sabbiadoro) یک کومونه در ایتالیا است که در استان اودینه واقع شده‌است.

## خصوصیات
لینیانو سابیادورو ۱۶٫۲۱ کیلومترمربع مساحت و ۶٬۶۷۶ نفر جمعیت دارد و ۲ متر بالاتر از سطح دریا واقع شده‌است.

## خواهرخوانده
شهرهای آیزن‌اشتات و کچام، آیداهو خواهرخوانده‌های لینیانو سابیادورو هستند.

## نگارخانه

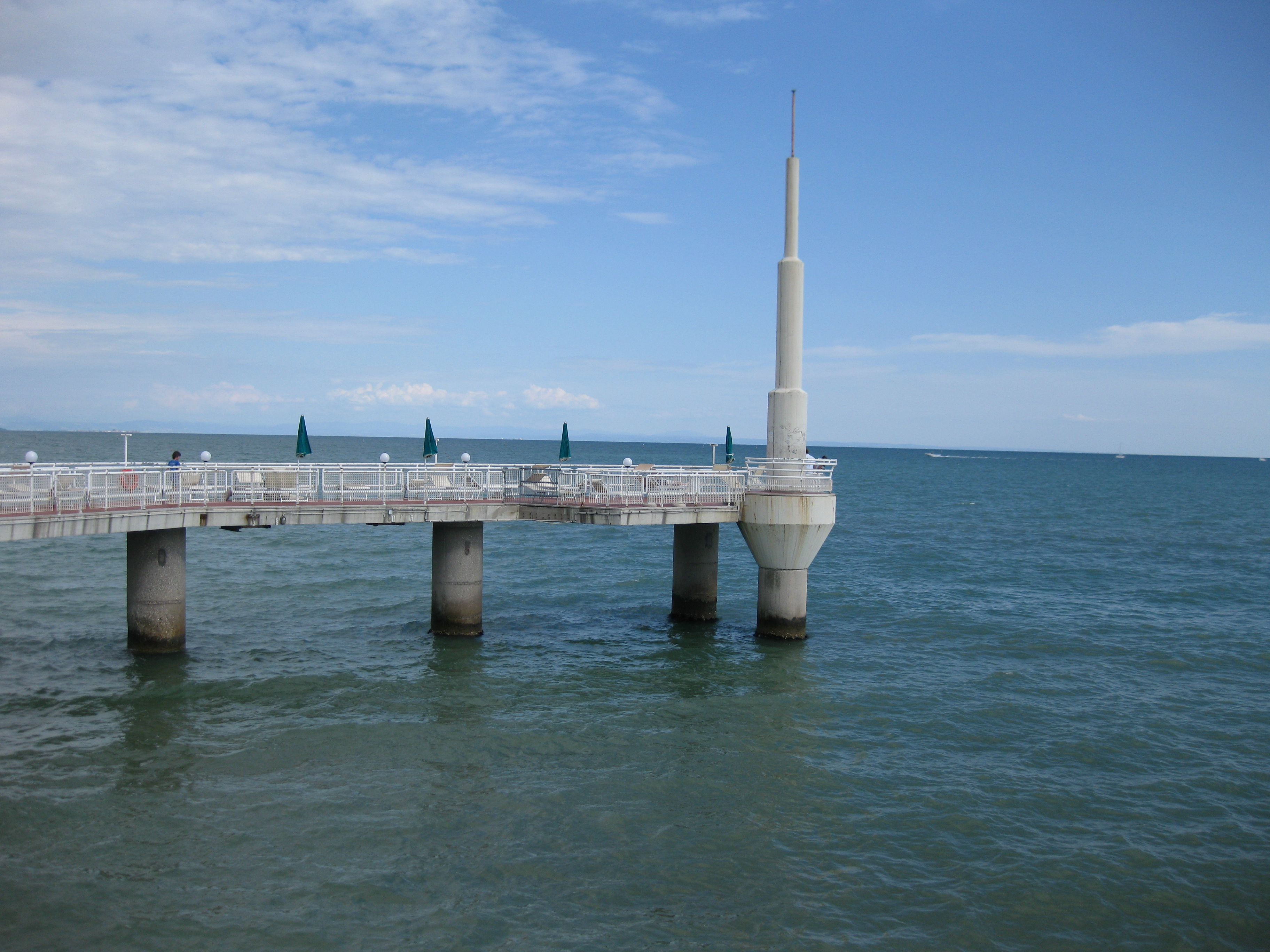
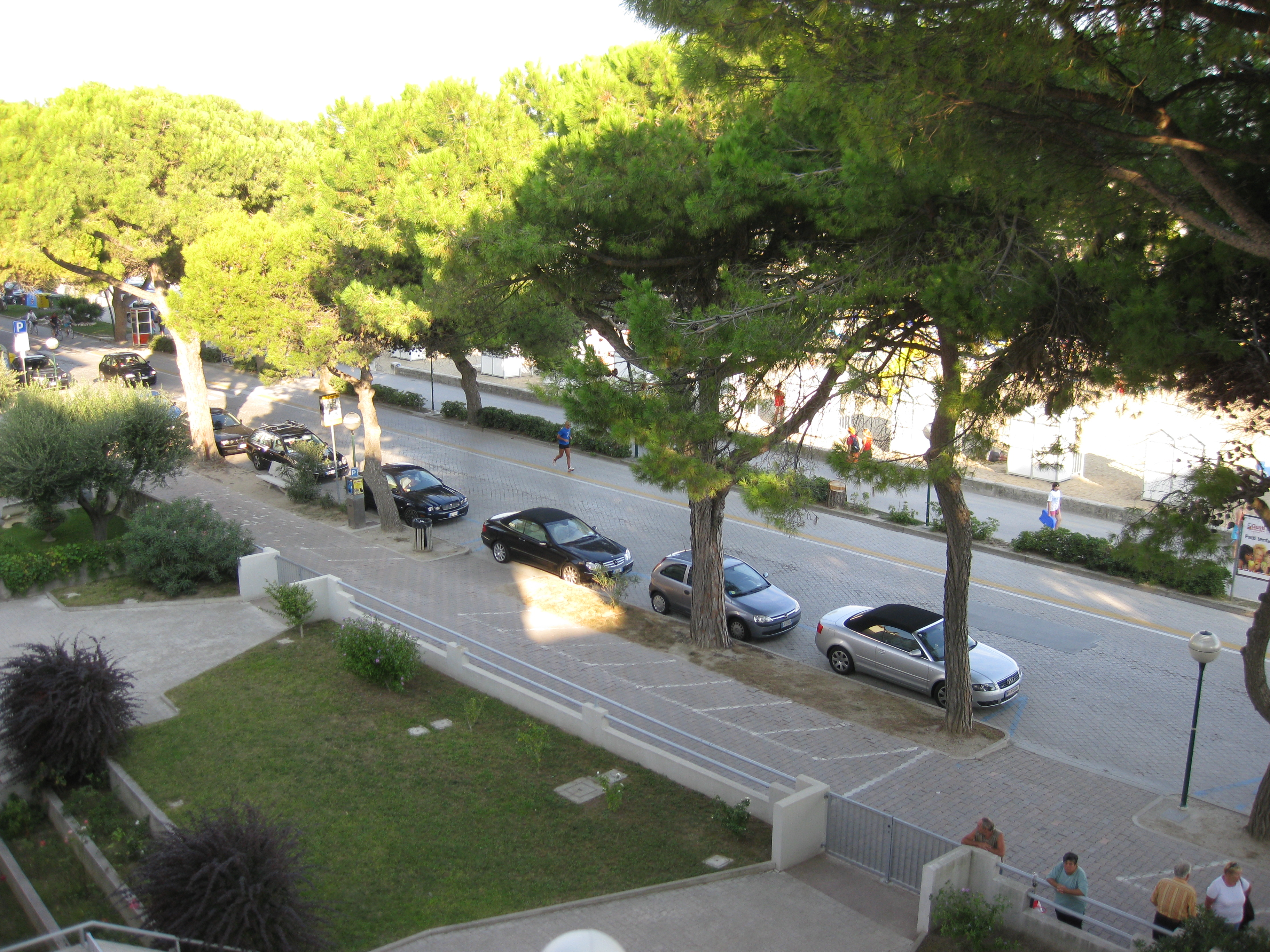
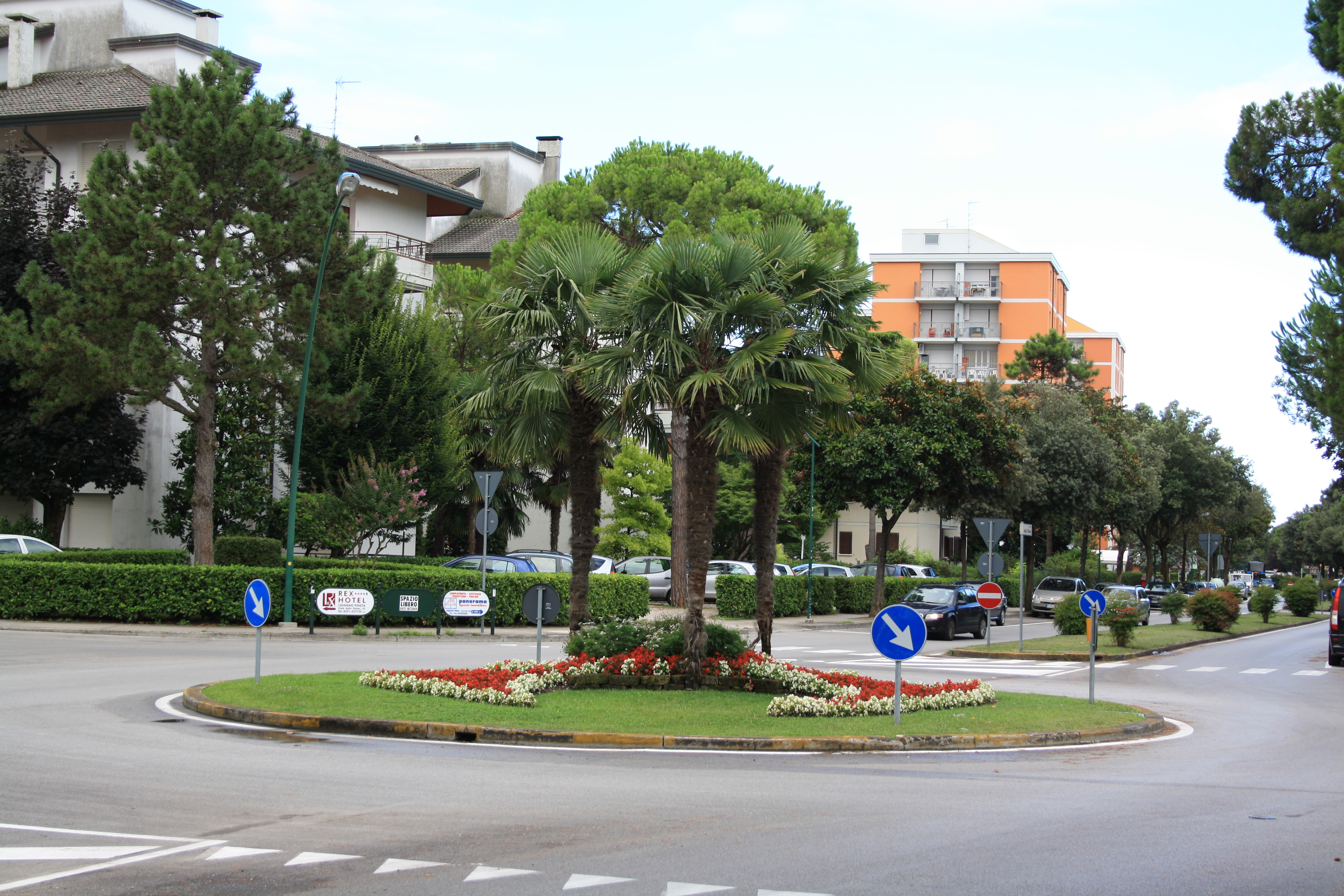
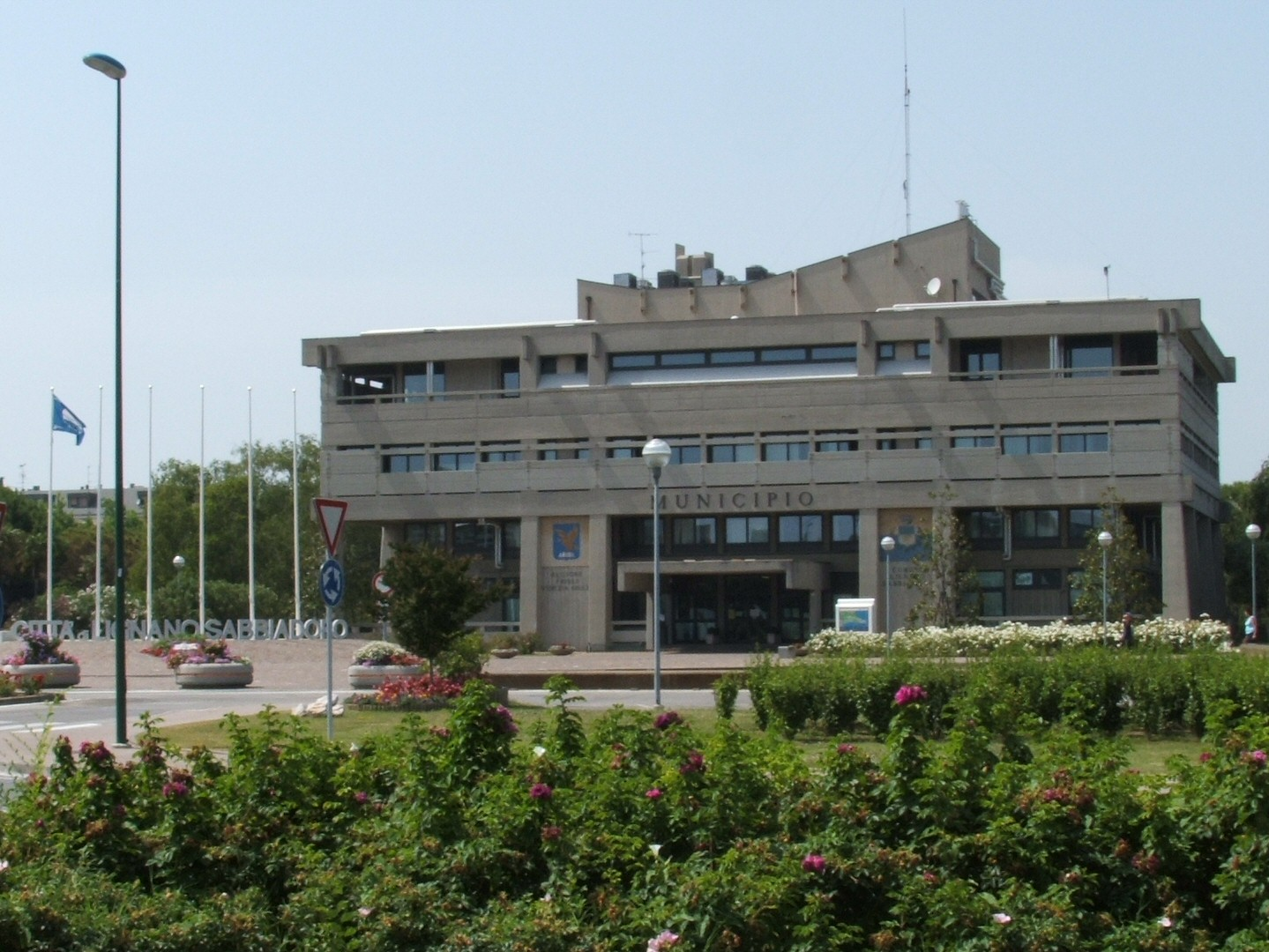
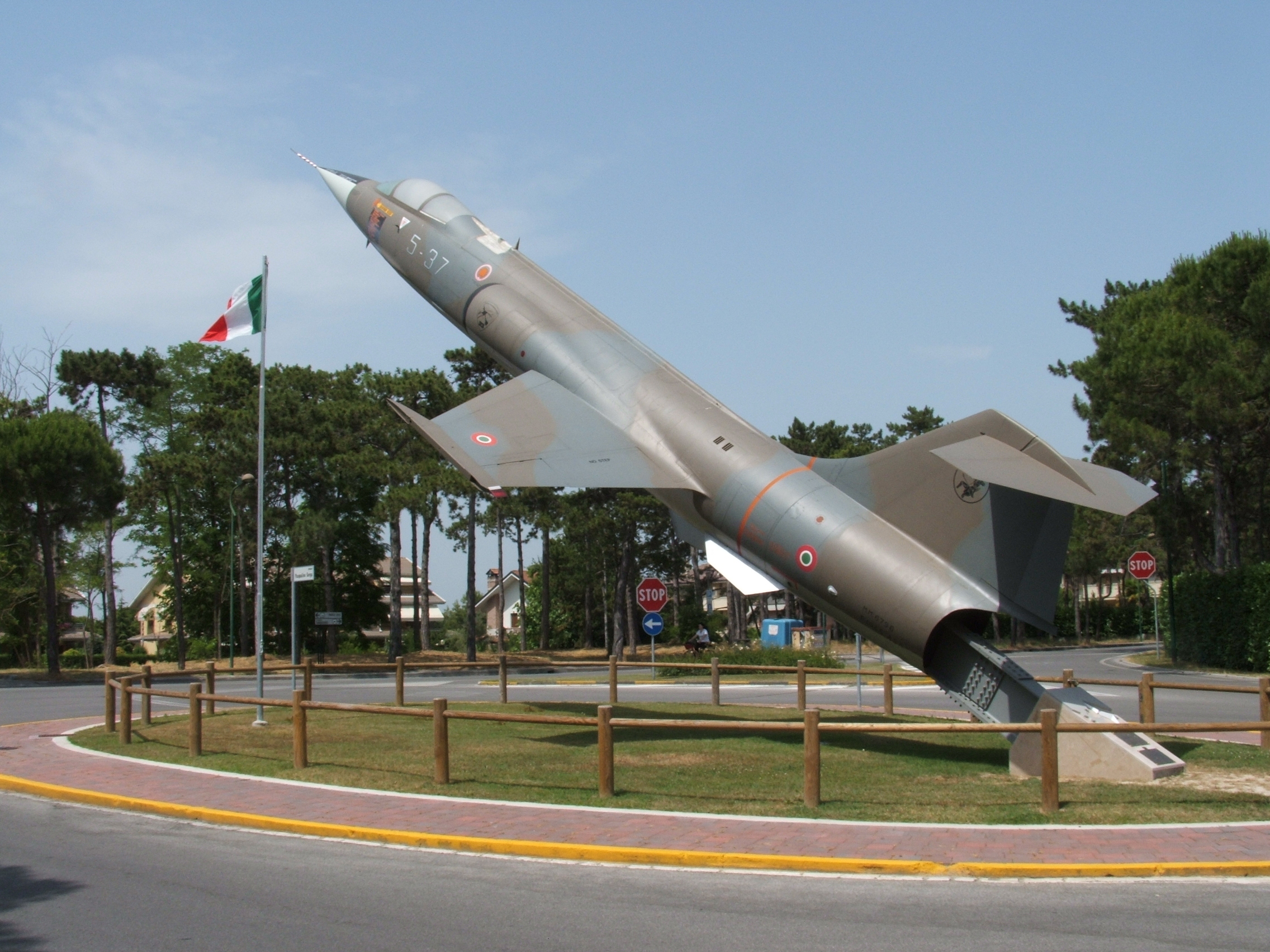
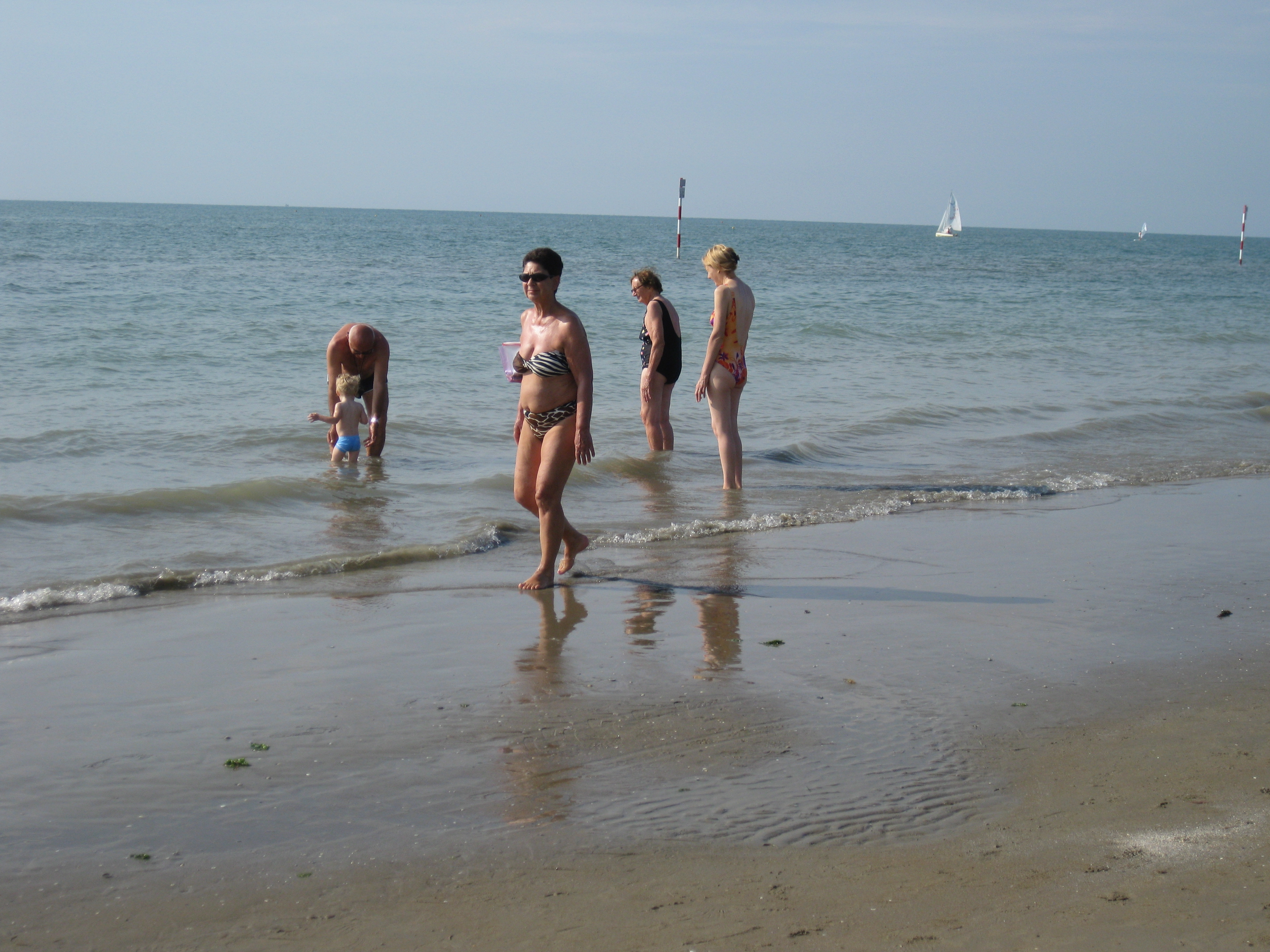
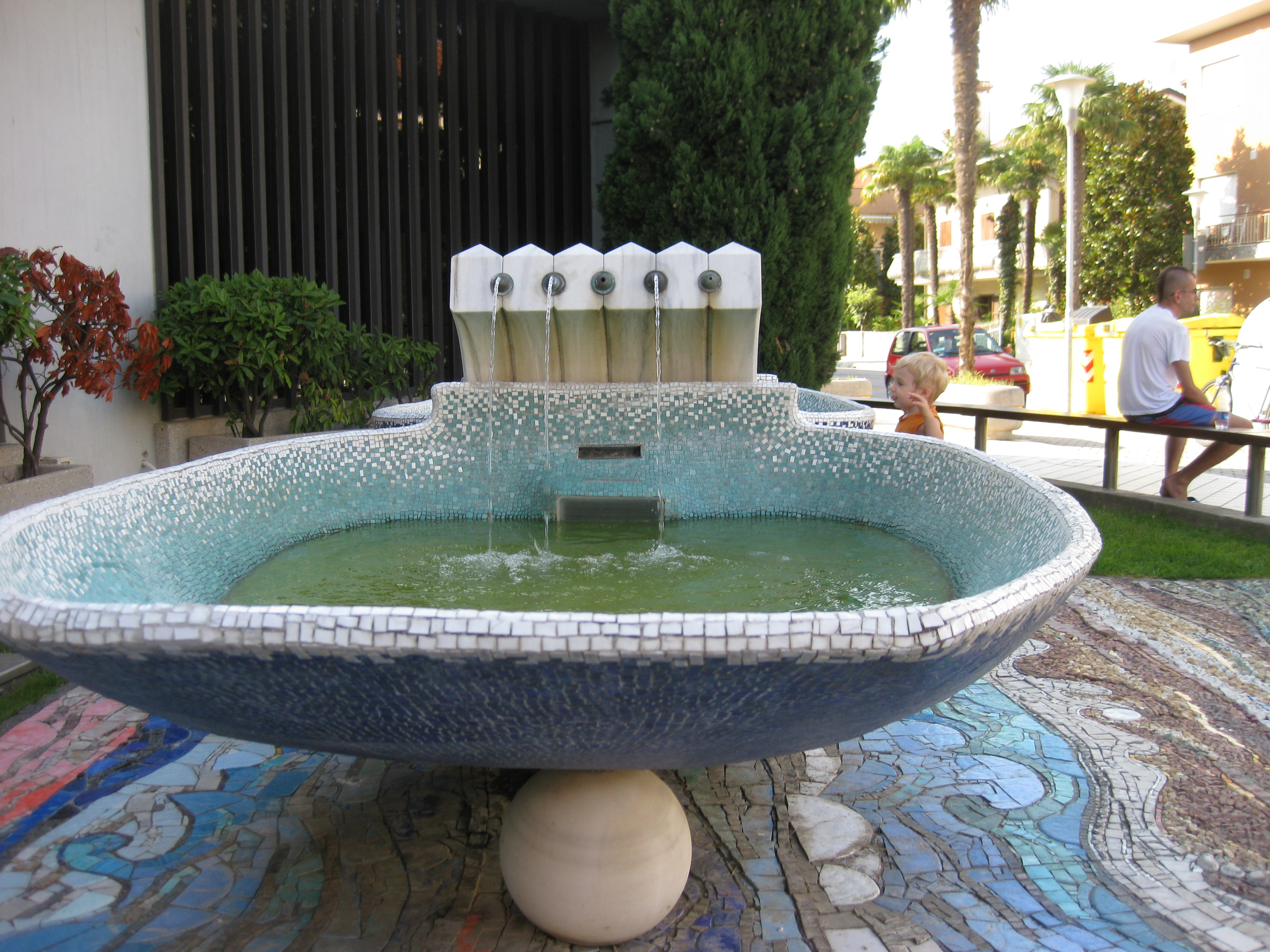
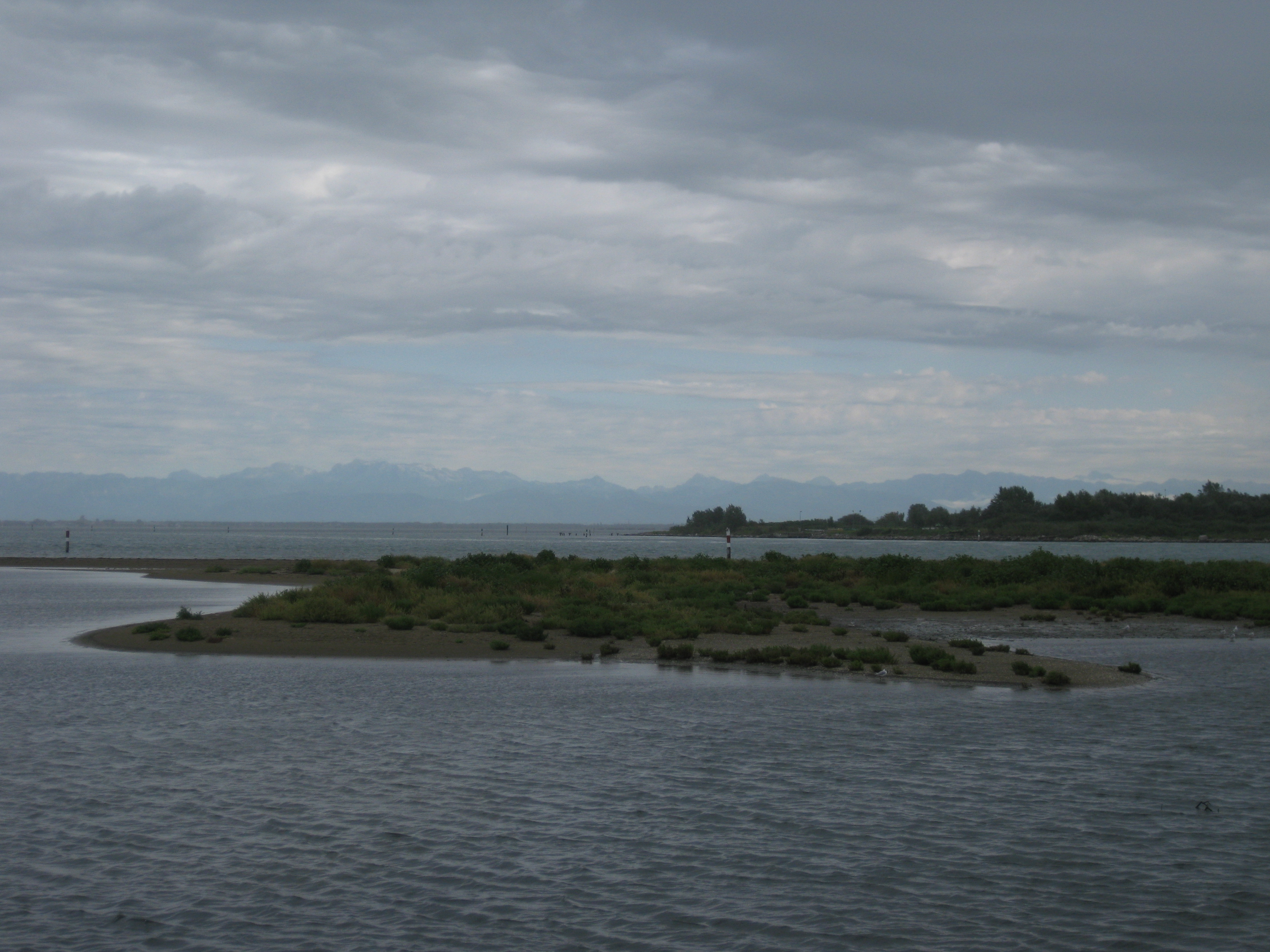
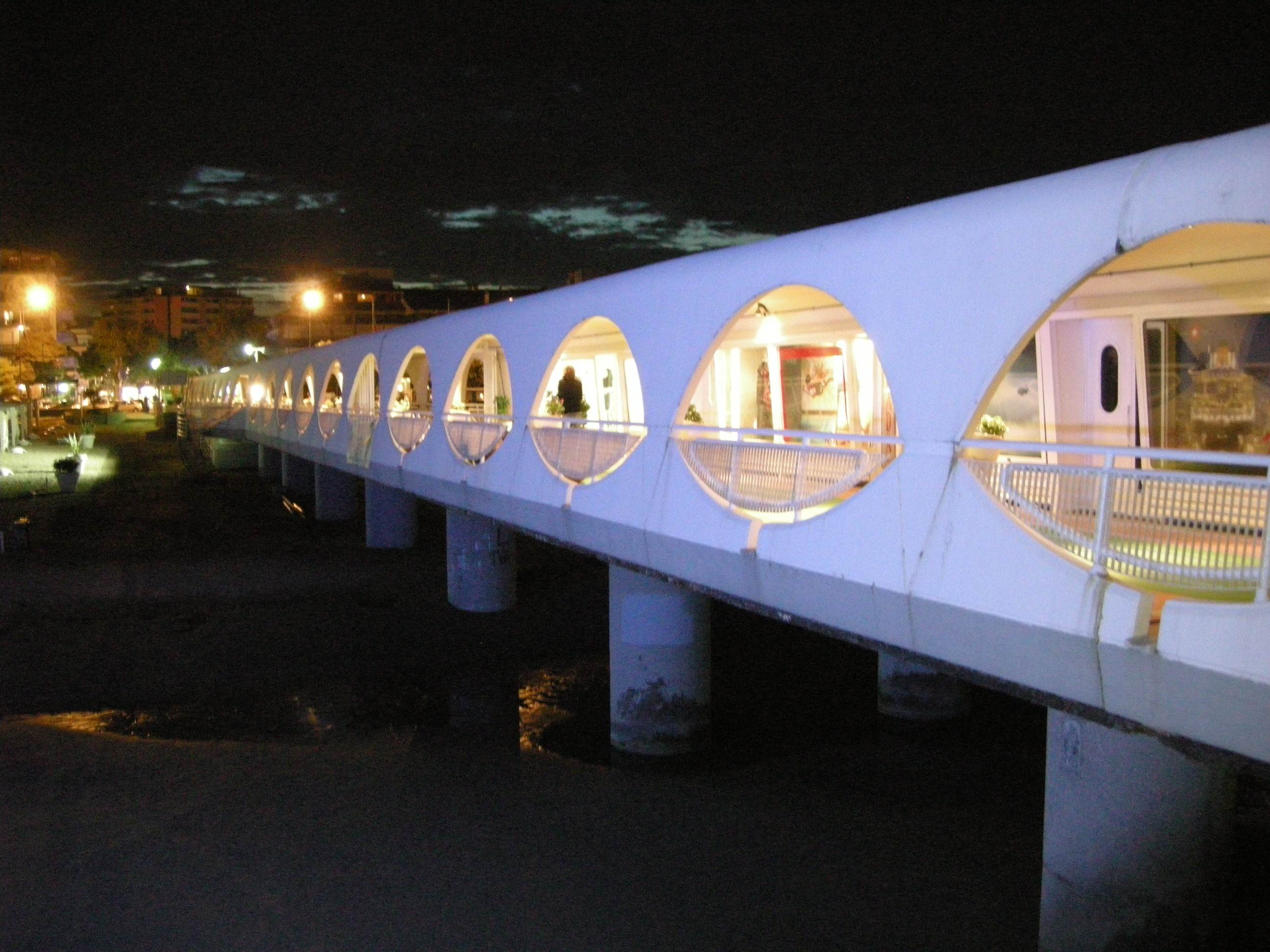
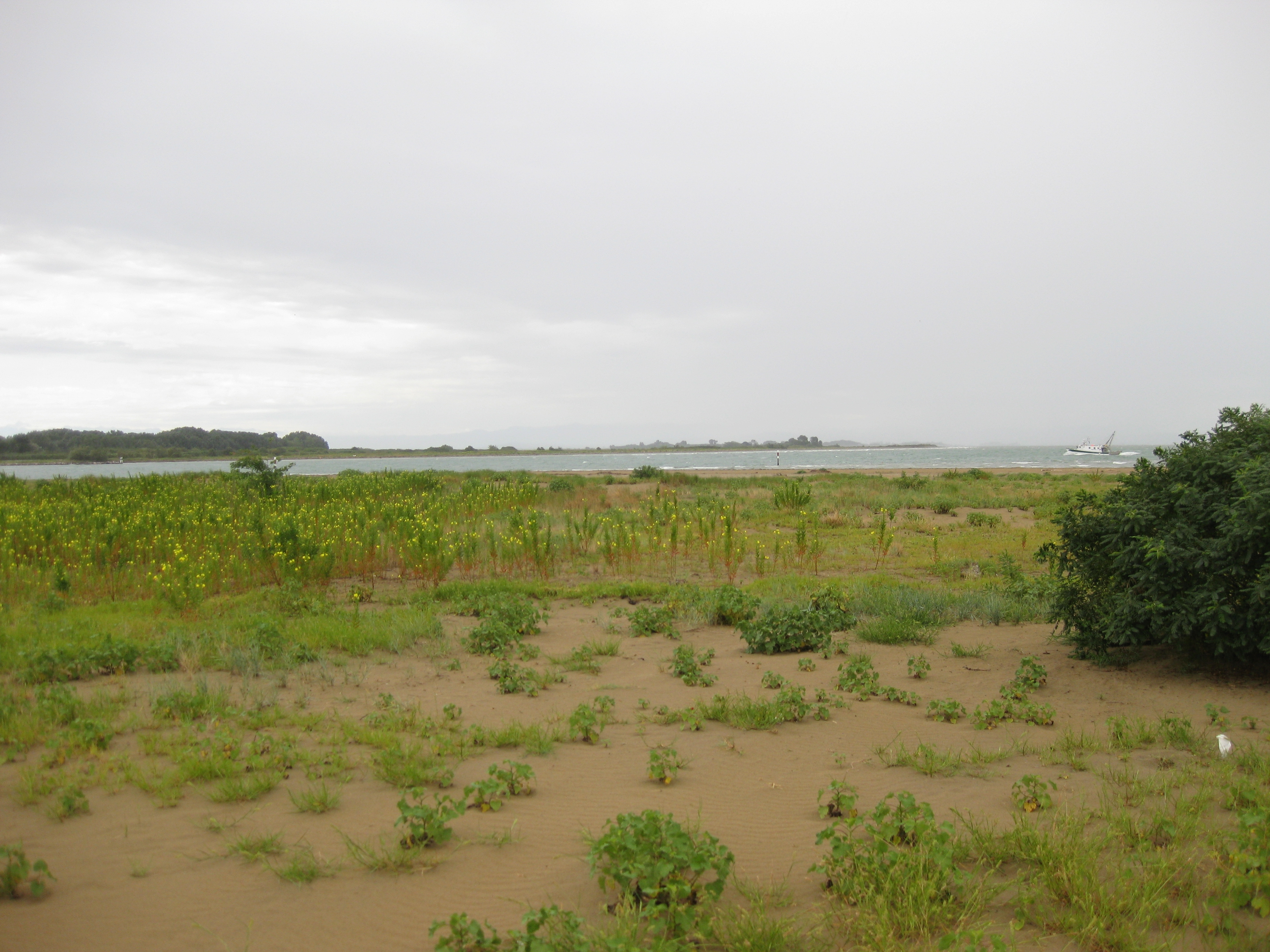
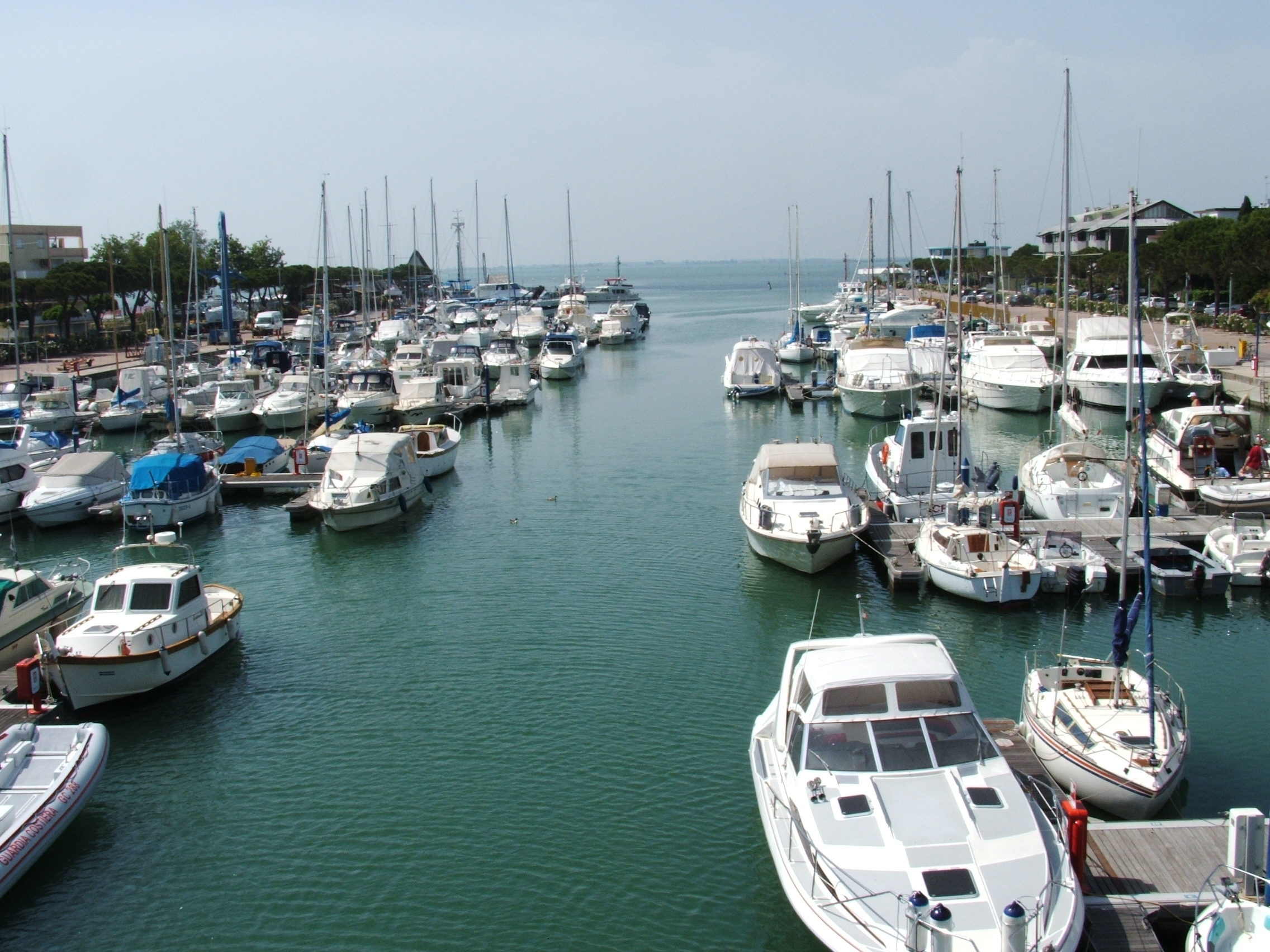
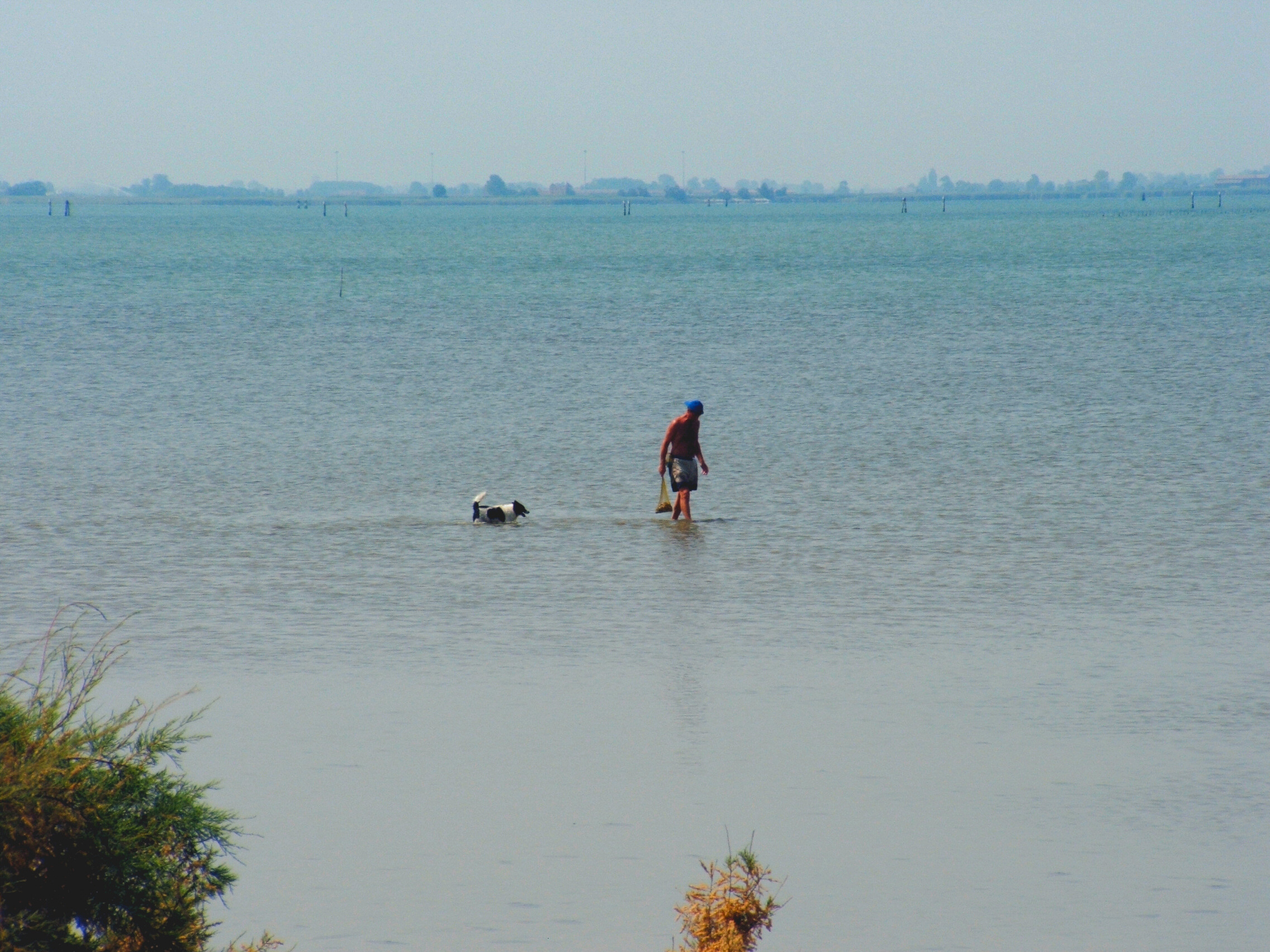
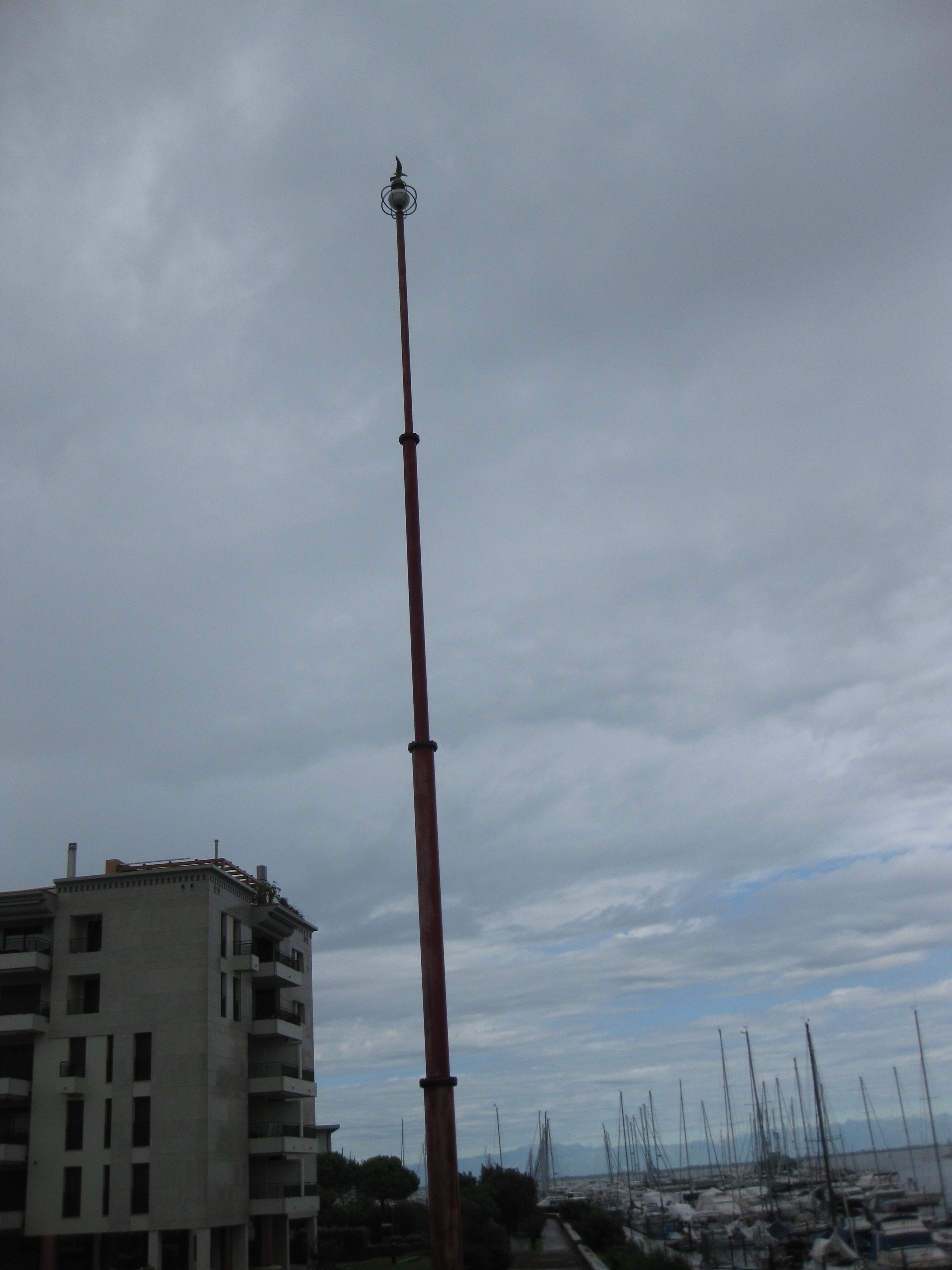
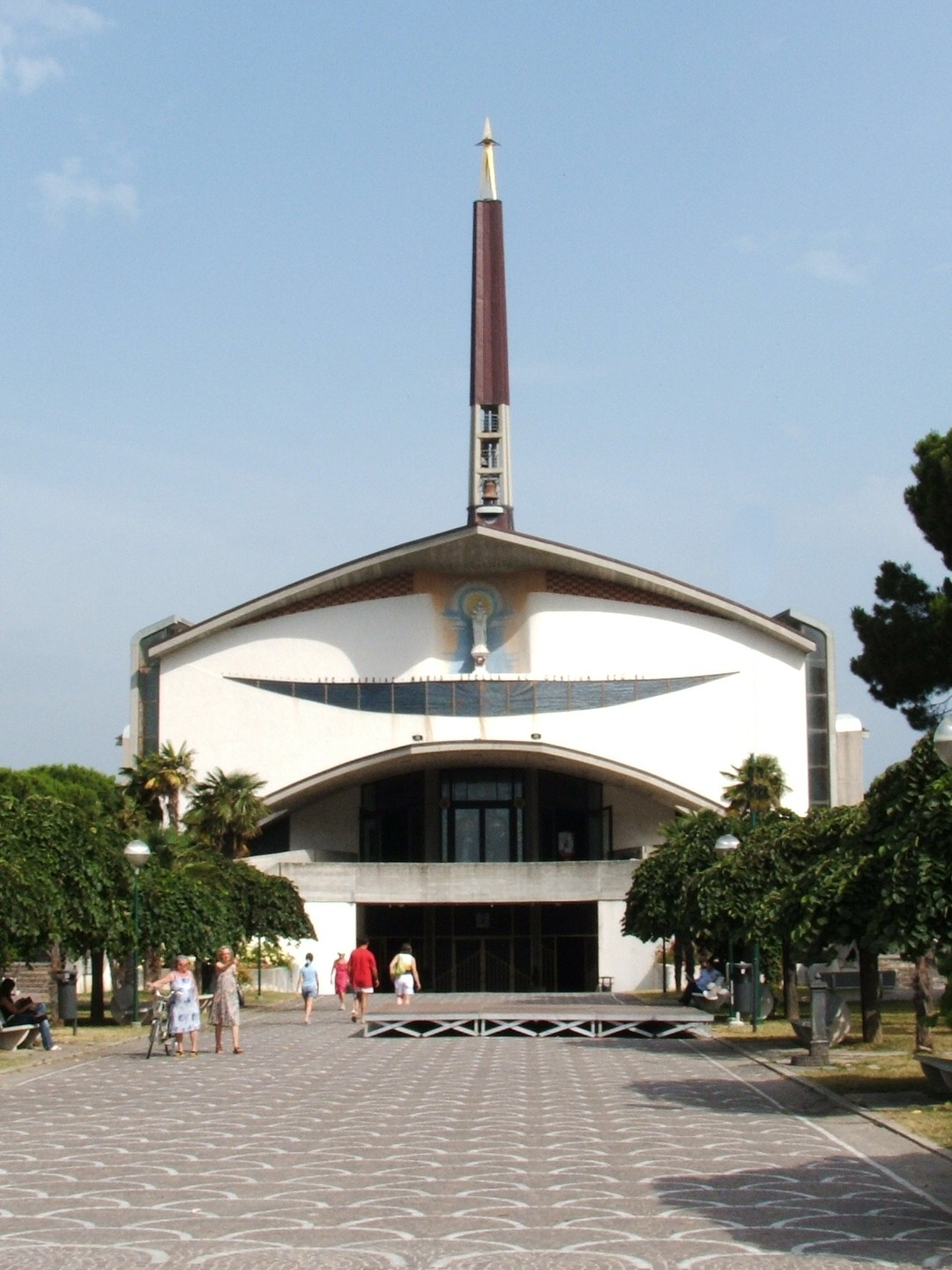
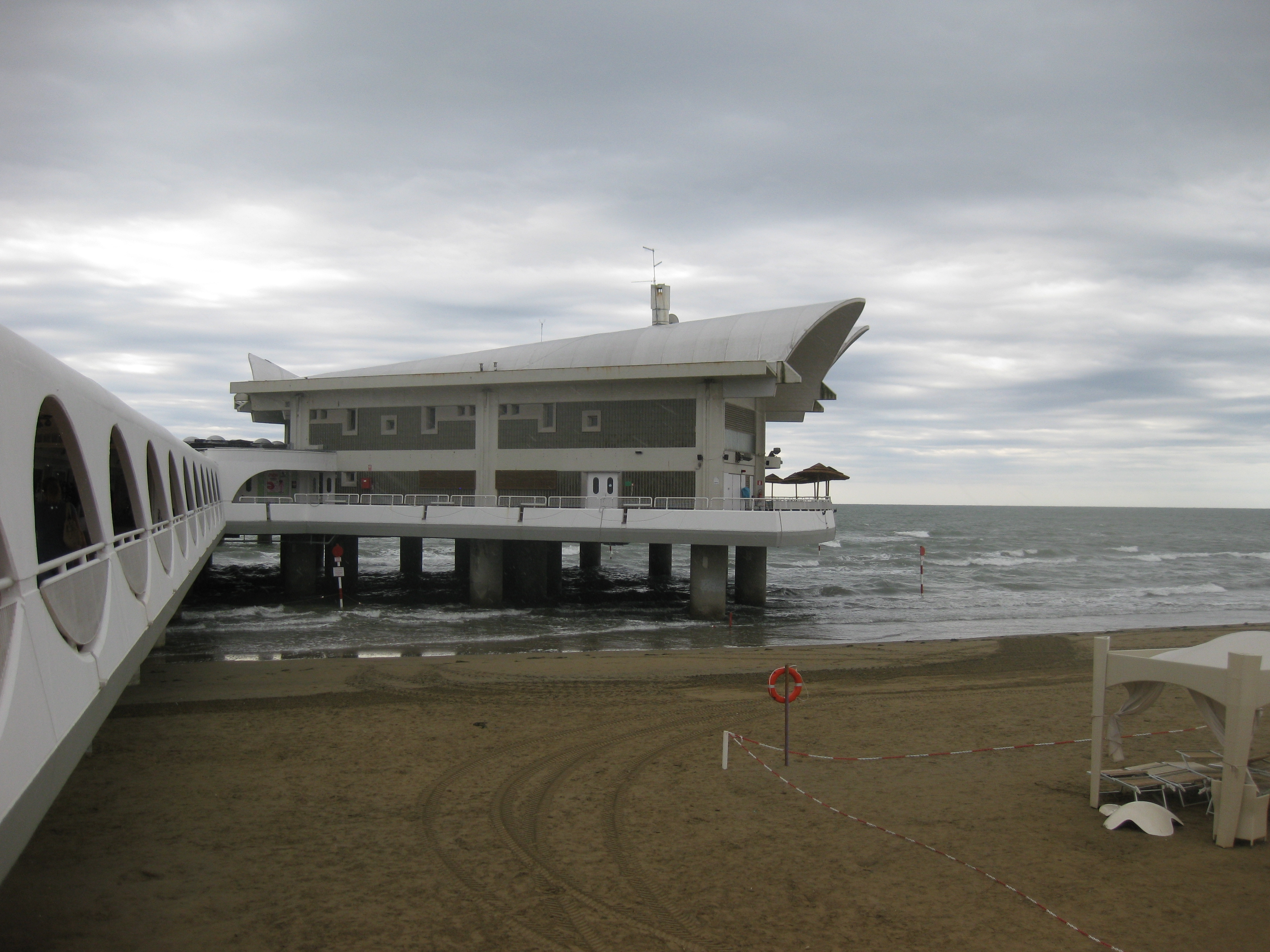
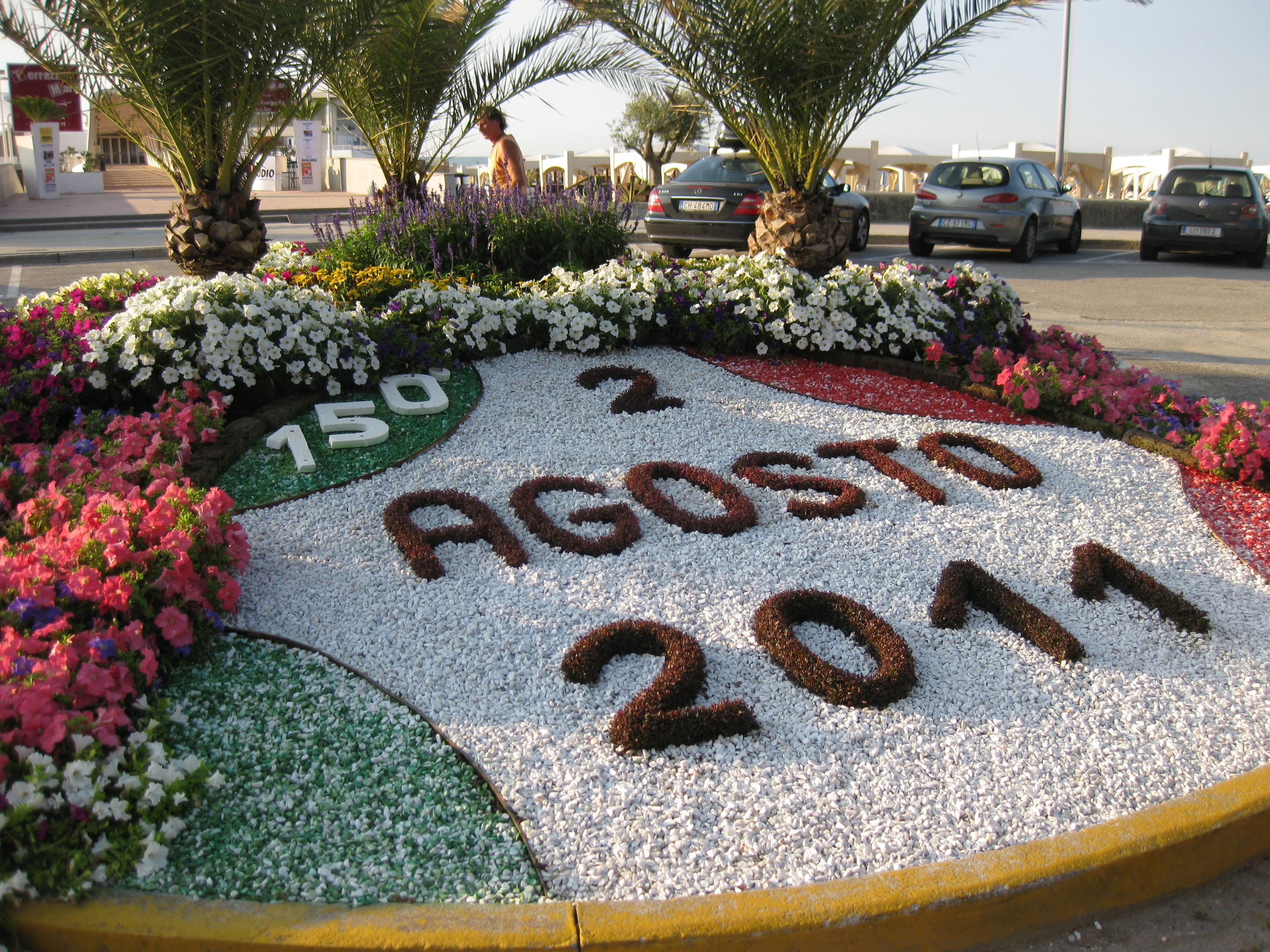
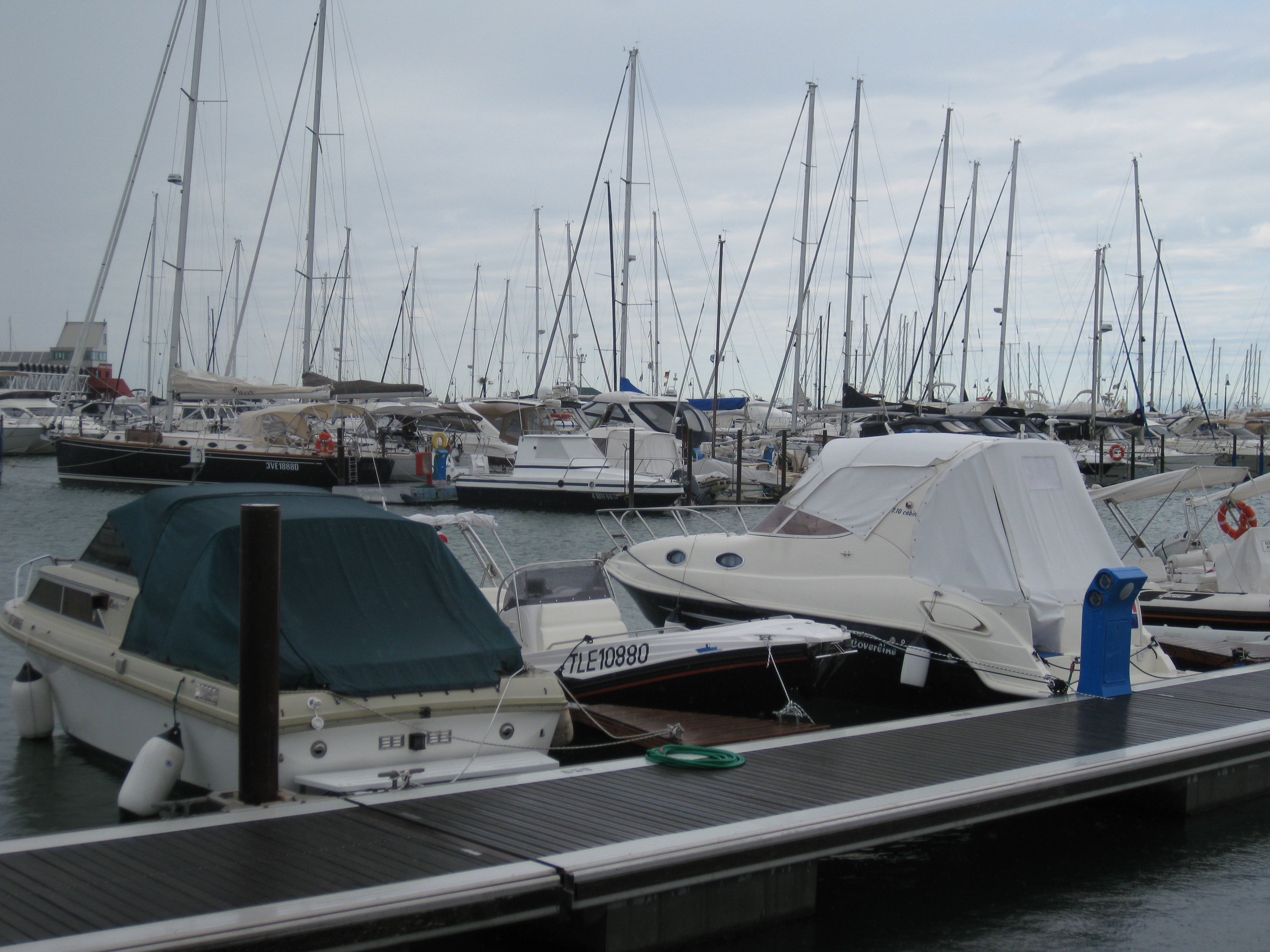
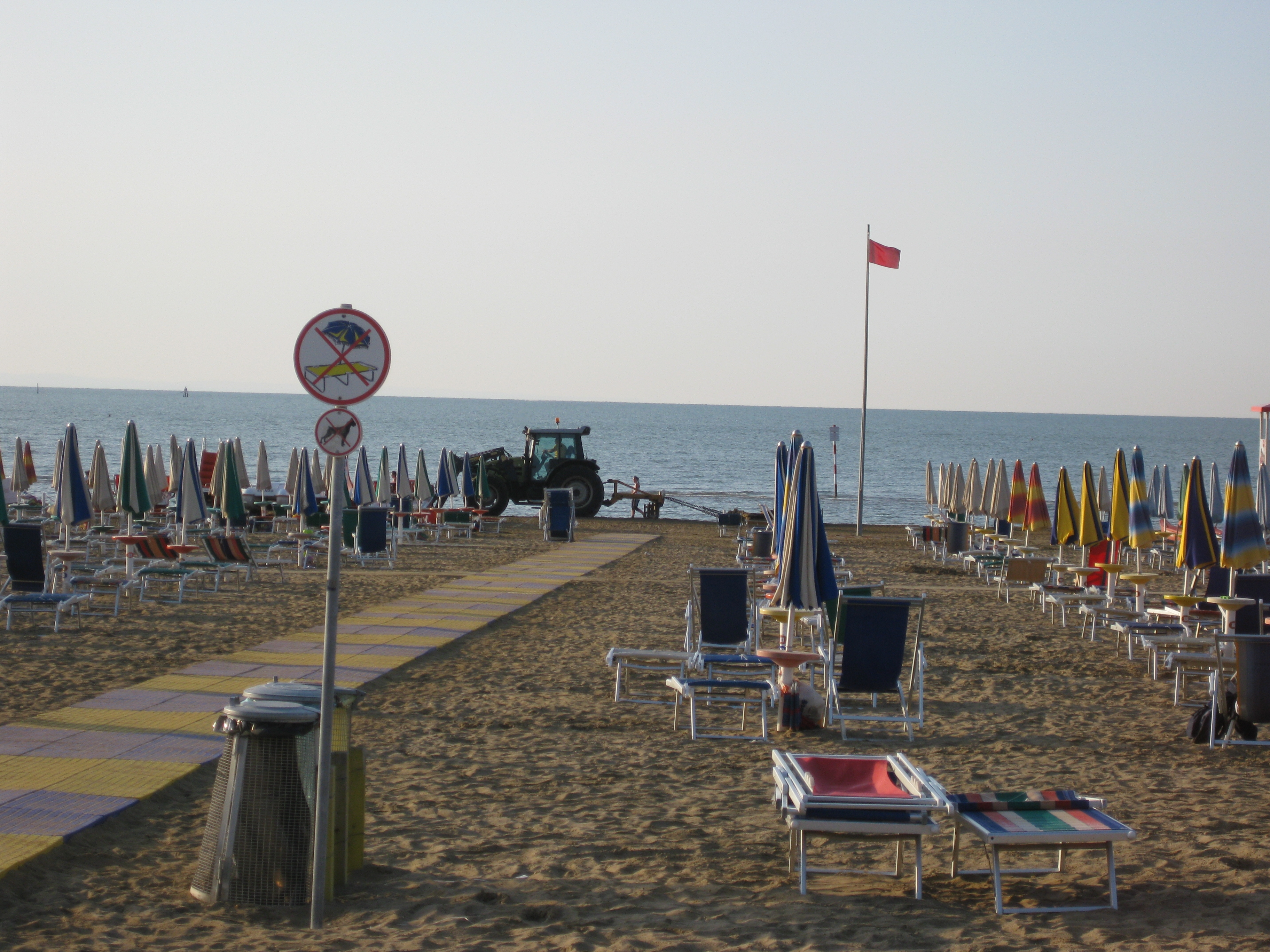